# Quió
Quió (en llatí Chion, en grec antic Χίων), fill de Matris, era d'una noble família d'Heraclea Pòntica, i deixeble de Plató.
Amb l'ajut d'altres joves nobles de la ciutat, Lleó o Leònides, Euxenó i altres nobles va matar a Clearc, el tirà l'any 353 aC. La majoria dels conspiradors van ser morts per la guàrdia del tirà i altres van ser capturats i executats després de sofrir tortures. El poder va passar al tirà Sàtir, el germà de Clearc, que encara va ser un governant pitjor i més cruel que l'assassinat, segons les fonts.
Existeixen tretze epístoles que porten el nom de Quió que tracten de temes filosòfics i tenen mèrit, però sens dubte són espúries i probablement escrites per autors platònics posteriors.